# Ji Yong-ju
Ji Yong-ju (coreà: 지용주)  (Wonju, 19 de desembre de 1948 - Wonju, 25 d'agost de 1985) fou un boxejador sud-coreà que va competir durant la dècada de 1970.
El 1968 va prendre part en els Jocs Olímpics d'Estiu de Ciutat de Mèxic, on guanyà la medalla de plata en la categoria del pes minimosca del programa de boxa, en perdre la final contra el veneçolà Francisco Rodríguez. En el seu palmarès també destaca una medalla d'or als Jocs Asiàtics de 1970. No aconseguí classificar-se per disputar els Jocs de 1972. Una vegada retirat fou entrenador de la selecció nacional durant un breu període.
L'agost de 1985 va ser apunyalat durant una baralla amb un veí, morint cinc dies després a conseqüència de les ferides.